# 藤代七郎
藤代 七郎（ふじしろ しちろう、1914年（大正3年）9月27日 - 1999年（平成11年）5月25日）は、日本の政治家。自民党所属。千葉県船橋市長（第12 - 13代）。

## 概要
千葉郡豊富村古和釜（現在の船橋市）出身。父・藤代清七は、旧豊富村長を務めた。前船橋市長の藤代孝七は実子。強固な後援会『南風会』を組織し、渡辺三郎市長を破って初当選。船橋市長在任中、千葉県市長会会長を務めた。